# Боршице у Блатњици
Боршице у Блатњици (чеш. Boršice u Blatnice) је насељено мјесто са административним статусом сеоске општине (чеш. obec) у округу Ухерско Храдиште, у Злинском крају, Чешка Република.

## Становништво
Према подацима о броју становника из 2014. године насеље је имало 823 становника.